# جایزه ادبی هوگو برای بهترین رمان
جایزه هوگو برای بهترین رمان یکی از جایزه‌های هوگو می‌باشد که در هر سال برای داستان‌های علمی تخیلی یا داستان‌های فانتزی با ۴۰ هزار کلمه یا بیشتر، در نظر گرفته می‌شود که در طول سال گذشته به زبان انگلیسی منتشر یا ترجمه شده باشند. بخش‌های داستان کوتاه، novelette، و novella نیز جایزه‌هایی مخصوص به خود دارند. جایزه هوگو را به عنوان «ویترینی مطلوب برای داستان تخیلی اندیشمندانه» و «شناخته شده‌ترین جایزه ادبی برای تقریر داستان‌های علمی تخیلی» توصیف می‌کنند.
جایزه هوگو برای بهترین رمان، سالانه توسط "جامعه جهانی داستان‌های علمی تخیلی" از سال ۱۹۵۳ به جز در سال‌های ۱۹۵۴ و ۱۹۵۷ اعطا شده‌است. علاوه بر جایزه متداول هوگو، از سال ۱۹۹۶ با عنوان "جایزه هوگو گذشته نگر" یا " هوگوهای کلاسیک " ایجاد شد، که به آثار مربوط به ۵۰، ۷۵، یا ۱۰۰ سال قبل اهدا می‌شود. هوگوهای کلاسیک تنها ممکن است برای سال‌هایی اعطا شوند که در آن یک "کنوانسیون علمی تخیلی جهانی" یا Worldcon میزبان مسابقه بود، اما در اصل هیچ جایزه‌ای داده نمی‌شد. جایزه هوگو گذشته نگر برای رمان در سال‌های ۱۹۳۹، ۱۹۴۱، ۱۹۴۶، ۱۹۵۱، و ۱۹۵۴ اهدا شد.
نامزدها و برندگان جایزه هوگو، توسط حامیان یا اعضای سالانه Worldcon   انتخاب شده و شب ارائه به منزله رویداد مرکزی این رخداد ادبی محسوب می‌شود. فرایند انتخاب در قانون جامعه جهانی داستان‌های علمی تخیلی از طریق مسنجر-رواناب بوده و طی آن پنج رمان نامزد دریافت جایزه معرفی می‌شوند. این پنج رمان در انتخابات، پنج رمان نامزد شده توسط اعضای آن سال برای دریافت جایزه هستند که محدودیت تعداد داستان‌هایی که می‌توانند نامزد شوند، در مورد آن‌ها اعمال نمی‌شود. در طی سال‌های ۱۹۵۳ تا ۱۹۵۸، جایزه‌ها هیچ رمانی را به عنوان رمان دوم برنده، به رسمیت نمی‌شناختند. اما از سال ۱۹۵۹ تمامی پنج نامزد به ثبت می‌رسند. نامزدهای اولیه از ماه ژانویه تا ماه مارس و توسط اعضا تعیین می‌شوند. در حالی که رای‌گیری در انتخابات پنج نامزد، تقریباً در ماه آوریل تا ماه ژوئیه بر پا می‌شود و بسته به زمانی که مسابقه آن سال توسط Worldcon برگزار می‌شود، تغییر می‌کند. Worldconها به‌طور کلی در هر سال در نزدیکی آغاز ماه سپتامبر و در شهرستان‌های مختلف در سراسر جهان برگزار می‌شوند است.

## برندگان
| سال  | نویسنده               | نام کتاب               |
| ---- | --------------------- | ---------------------- |
| ۱۹۶۰ | رابرت آنسون هاین‌لاین  | سربازان کشتی فضایی     |
| ۱۹۶۱ | والتر ام. میلر جونیور | سروده‌ای برای لیبوویتز  |
| ۱۹۶۲ | رابرت آنسون هاین‌لاین  | غریبه‌ای در سرزمین غربت |
| ۱۹۶۳ | فیلیپ ک. دیک          | مرد قلعه بالا          |
| ۱۹۶۴ | کلیفورد سیماک         | ایستگاه مسیر           |
| ۱۹۶۶ | فرانک هربرت           | تل‌ماسه (رمان)          |
| ۱۹۶۸ | راجر زلازنی           | خداوندگار روشنایی      |
| ۱۹۷۰ | اورسلا لوگویین        | دست چپ تاریکی          |
| ۱۹۷۱ | لری نیون              | رینگ ورلد              |
| ۱۹۷۴ | آرتور سی. کلارک       | ملاقات با راما         |
| ۱۹۷۵ | اورسولا لو گویین      | خلع‌شدگان               |
| ۱۹۷۶ | جو هلدمن              | جنگ ابدی               |
| ۱۹۷۸ | فردریک پوهل           | دروازه (رمان)          |
| ۱۹۸۰ | آرتور سی. کلارک       | چشمه‌های بهشت           |
| ۱۹۸۵ | ویلیام گیبسون         | نیورومنسر              |
| ۱۹۹۰ | دن سیمونز             | هایپریون (رمان)        |
| ۱۹۹۳ | ورنر وینج             | آتشی در اعماق          |
| ۲۰۰۱ | جی.کی.رولینگ          | هری پاتر و جام آتش     |
| ۲۰۰۲ | نیل گیمن              | خدایان آمریکایی        |
| ۲۰۰۹ | نیل گیمن              | کتاب گورستان           |
| ۲۰۱۰ | پائولو باچیگالوپی     | دختر ویندآپ            |
| ۲۰۱۴ | ان لکی                | عدل الحاقی             |
| ۲۰۱۸ | ان. کی. جمیسین        | آسمان سنگی             |

از سال ۱۹۹۶ مقرر شد که برای داستان‌هایی که ۵۰، ۷۵ یا ۱۰۰ سال پیش از سال فعلی منتشر شده باشند بتوان جایزه اعطا کرد. جدول زیر دربرگیرنده برخی از این جوایز است:
| سال جایزه | سال انتشار | نویسنده   | نام داستان   |
| --------- | ---------- | --------- | ------------ |
| ۲۰۰۴      | ۱۹۵۴       | ری بردبری | فارنهایت ۴۵۱ |